# Alex Renfroe
Gregory Alexander Renfroe (Savannah, Georgia, EUA, 23 de maig de 1986) és un jugador de bàsquet estatunidenc nacionalitzat posteriorment com a bosnià. Fa 1,91 m d'alçada i ocupa habitualment posició de base o escorta. És internacional amb Bòsnia-Herzegovina. Actualment pertany a la plantilla del CB Granada on acaba de signar contracte després de jugar al San Pablo Burgos la temporada 2021-22.